# الدوري الفلسطيني الممتاز للضفة الغربية 1981–82
الدوري الفلسطيني الممتاز للضفة الغربية 1981–82 هو حدث رياضيّ جرى في الضفة الغربية في فلسطين خلال موسم عام 1981-1982 ونظمه الاتحاد الآسيوي لكرة القدم ورابطة الأندية الفلسطينية بعد توحدها مع هيئة الإشراف الرياضي لمنطقة شمالي الضفة، والذان شكلا فيما بعد الاتحاد الفلسطيني لكرة القدم.
كان موسم عام 1981–82 من بطولة الدوري الفلسطيني الممتاز لكرة القدم هو النسخة الثانية من دوري الدرجة الأولى الفلسطيني لكرة القدم للرجال في الضفة الغربية. شارك في البطولة 24 ناديًا رياضيًا في افتتاح الدوري، وتوج بلقب البطولة فريق نادي شباب الخليل بعد تصدره البطولة برصيد 81 نقطة وتفوقه على فريق نادي جمعيّة الشبان المسيحيين الذي احتل مركز الوصافة بقارق خمس نقاط فقط. كان نادي شباب الخليل قد جمع نقاطه من الفوز والتعادل في 19 مباراة.

## جدول ترتيب الدوري
| الترتيب | اسم الفريق                  | المركز      |
| ------- | --------------------------- | ----------- |
| 1       | نادي شباب الخليل            | بطل الدوري  |
| 2       | نادي جمعيّة الشبان المسيحيين | وصيف الدوري |